# فلورید
فلورید نام آنیون عنصر فلوئور است که با نماد F−
 نشان داده می شود.

## برخی مشتقات فلورید
در زیر برخی مشتقات فلورید عنوان شده است:
- Bifluoride
- Tetrafluoroberyllate
- Hexafluoroplatinate
- Tetrafluoroborate در سنتز ترکیبات آلی فلزی کاربرد دارد.
- هگزافلوئوروفسفات به عنوان الکترولیت در سلول های ثانویه کاربرد دارد.
- Trifluoromethanesulfonate